# Tirán (Schiff, 1956)
Koordinaten: 14° 1′ 51″ N, 16° 46′ 24″ W
Die Tirán, auch als Tiran und fälschlicherweise als Titan bekannt, war ein Stückgutdampfer, der im Dezember 1977 vor der Küste Senegals am Strand von Palmarin Facao auf Grund lief und als Touristenattraktion und Fotomotiv bekannt ist.

## Geschichte und Charakteristika

### Charakteristika
Der Dampffrachter wurde im Juni 1956 auf der spanischen Werft Hijos de J. Barreras in Vigo für die spanische Reederei Joaquín Dávila Román y Compañía unter dem Namen Tirán fertiggestellt. Der Stückgutfrachter hatte zwei Frachträume mit einem Gesamtvolumen von 1.699 m3 und verfügte über vier Ladebäume mit je einer Belastungsgrenze von drei Tonnen.

### Geschichte bis 1975

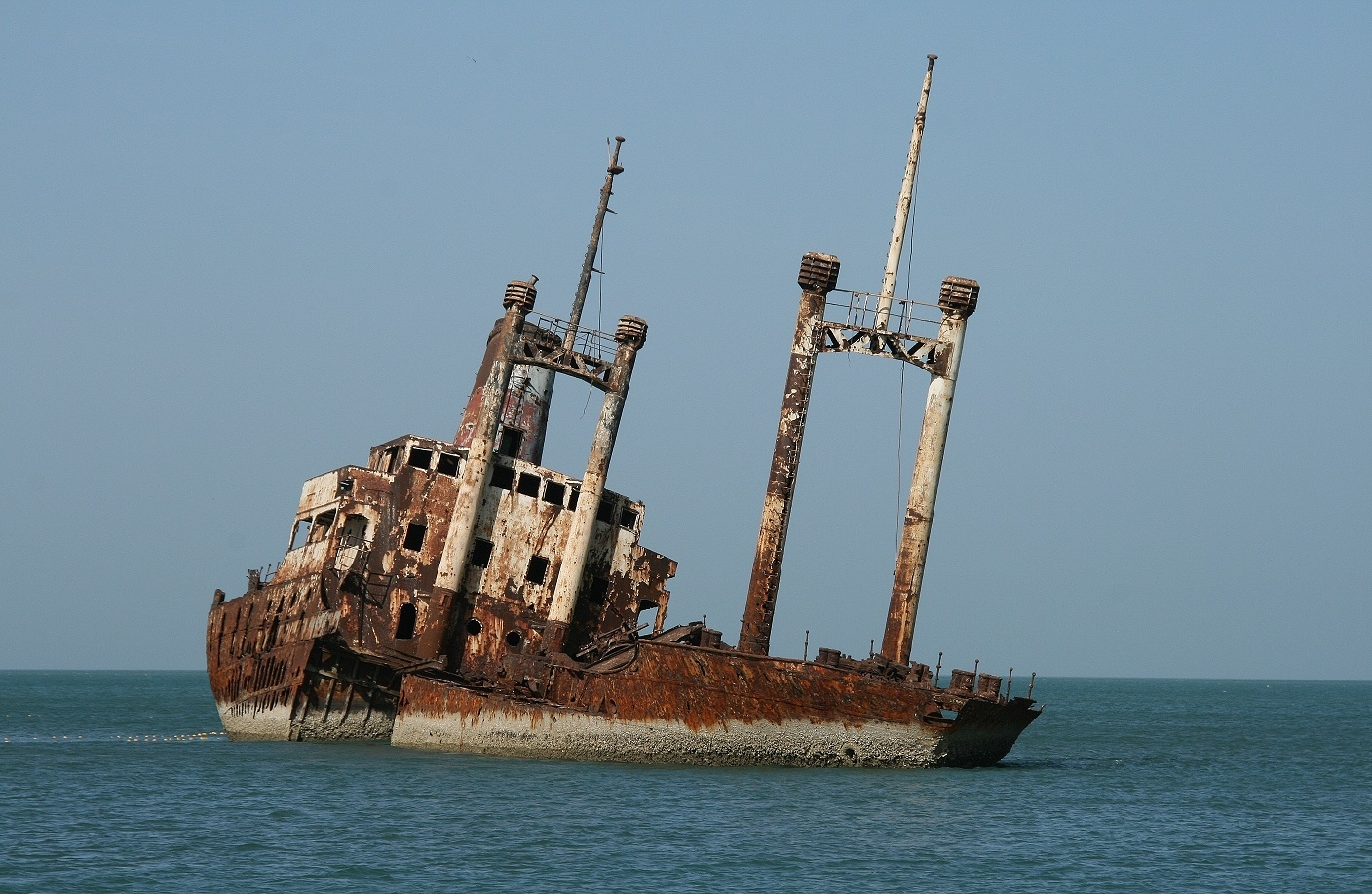
Nahaufnahme des Wracks der Tirán im Dezember 2011

Die Tirán und ihr zwei Jahre später gebautes Schwesterschiff, die Meira, waren Teil eines Modernieserungsvorhabens der Joaquín Dávila-Reederei, die Ende der 1950er Jahre ihre alternde Flotte zu ersetzen begann. Ihre Jungfernfahrt unternahm der Dampfer im Juni/Juli 1956 nach Las Palmas, um Bananen zu laden. Die Tirán war anfangs für den Transport von Früchten vorgesehen. In den 1960er Jahren war das Schiff neben dem Kanaren- und England-Dienst im Mittelmeer und besonders in der Adria eingesetzt, wobei es meist Lebensmittel oder Baustoffe transportierte. Im Januar 1962 transportierte die Tirán 400 Kühe von Santander nach Santa Cruz de Tenerife, wobei jedoch 16 der Kühe die Überfahrt aufgrund des rauen Wetters nicht überlebten.
Im Jahr 1970 wurde das Schiff, unter Beibehaltung ihres Namens, an die ebenfalls spanische Compañía Técnica de Gestión Naval verkauft. In den 1970er Jahren war die Tirán zwischen den Kanaren, dem spanischen Festland und nordwestafrikanischen Häfen eingesetzt.

### Zwischenfall Ende 1975–Anfang 1976
Von Ende 1975 bis Anfang 1976 war das Schiff in einen Vorfall von Im-Stich-Lassen der Besatzung verwickelt. Am 11. September 1975 verließ das Schiff den Hafen von Las Palmas mit Stückgut an Bord in Richtung Westafrika. Nachdem es wenige Tage später in Abidjan angelegt hatte, erreichte es Anfang Oktober das nigerianische Port Harcourt und ging dort vor Anker, um auf einen freien Liegeplatz zu warten. Aufgrund der Wartezeit war die spanische Besatzung gezwungen Lebensmittel und Brennstoff zu rationieren. Mitte November besuchte ein Vertreter der Eignergesellschaft die gestrandete Besatzung, um sie mit Bargeld und Proviant zu versorgen und stellte eine Heimkehr bis Weihnachten in Aussicht. Anfang Dezember begann schließlich das Löschen der Ladung im Hafen von Port Harcourt, das bis Mitte desselben Monats andauerte. Aufgrund des sich verschlechternden sanitären Zustandes an Bord musste der Schiffskoch aus gesundheitlichen Gründen repatriiert werden. Da die finanziellen Mittel nicht ausreichten, erhielt die Tirán nur einen Teil des für die Rückreise benötigten Brennstoffes und stach, von Port Harcour aus, in Richtung Dakar in See. Aufgrund des Brennstoffmangels erreichte die Besatzung jedoch am 24. Dezember nur den liberianischen Hafen Monrovia. Dort musste ein weiteres Besatzungsmitglied aufgrund einer Malariaerkrankung das Schiff verlassen. Anfang Januar 1976 verschärfte sich die Situation an Bord erneut, da auch das Trinkwasser auszugehen drohte. Aufgrund der Intervention eines Radioamateurs aus Málaga und des Kanzlers der spanischen Botschaft in Monrovia, stattete schließlich Mitte Februar ein Angehöriger der spanischen Seefahrtsgesundheitsbehörde der Besatzung vor Ort einen Besuch ab und veranlasste deren Evakuierung, die Mitte März erfolgte. Lediglich der Kapitän und Erste Offizier verblieben an Bord.
Eine Ersatzbesatzung übernahm schließlich Ende März die Tirán und eine Ladung Holz wurde aufgenommen. Die Abfahrt des Frachters aus Monrovia verzögerte sich jedoch noch bis Mitte August aufgrund finanzieller Unstimmigkeiten. Am 27. August 1976 kehrte die Tirán schließlich nach Las Palmas zurück.

## Havarie und Verbleib

### Havarie
Am 31. Dezember 1977 schlug die Tirán auf einer Leerfahrt von Banjul nach Las Palmas leck und wurde an der Petite-Côte etwa hundert Meter vor dem Strand des Küstenortes Palmarin Facao gestrandet (14° 1′ 50,8″ N, 16° 46′ 23,7″ W), 15 Kilometer südlich von Joal-Fadiouth. Zuvor hatte sie Zement von Huelva nach Senegal transportiert. Alle 12 spanischen Besatzungsmitglieder konnten unbeschadet gerettet werden.

### Verbleib
Das Wrack der Tirán ist in zwei Teile gebrochen und noch immer sichtbar. Das Wrack ist jedoch einem zunehmenden Verfall ausgesetzt. Vor einigen Jahren ist der Vordermast eingebrochen, die Bugsektion befindet sich größtenteils unter Wasser und die Heckplatten sind großer Korrosion ausgesetzt.